# Districtul Putnok
Putnok (în maghiară Putnoki járás) este un district în județul Borsod-Abaúj-Zemplén, Ungaria.
Districtul are o suprafață de 391,25 km2 și o populație de 19.081 locuitori (2013).